# Barylypa broweri
Barylypa broweri är en stekelart som beskrevs av Ian D. Gauld 2000. Barylypa broweri ingår i släktet Barylypa och familjen brokparasitsteklar. Inga underarter finns listade.